# Lisso Centre (district)
Lisso Centre est l'un des districts de la sous-préfecture de Lisso, situé dans la préfecture de Boffa en république de Guinée.

## Géographie

### Démographie
- En 2014, le district comptait 530 habitants selon les RGPH 2014[2].